# 내 어머니의 모든 것
《내 어머니의 모든 것》(스페인어: Todo sobre mi madre, 영어: All About My Mother)은 1999년에 개봉된 스페인의 드라마 영화이다. 페드로 알모도바르가 감독과 각본을 맡았다.
아카데미상 외국어영화상, 고야상 작품상, 골든 글로브 외국어영화상, 영국 아카데미상 외국어영화상, 유럽 영화상 작품상 수상작이다.

## 출연

### 주연
- 세실라 로스
- 마리사 파레데스
- 캔델라 페나
- 안토니아 산 후안
- 페넬로페 크루즈
- 로사 마리아 사르다

### 조연
- 페르난도 페르난 고메즈
- 페르난도 길런

## 기타
- 미술: 안손 고메즈